# David Rocastle
David Rocastle (biệt danh Rocky) (2 tháng 5 năm 1967-31 tháng 3 năm 2001) là một cầu thủ, tiền vệ bóng đá Anh, anh đã trưởng thành từ lò đào tạo của Arsenal, sau đó chơi cho Leeds United, Chelsea, Manchester City, Norwich City, Sabah. Anh mất ngày 31 tháng 3 năm 2001 vì bệnh ung thư.